# (48886) Jonanderson
(48886) Jonanderson ist ein Asteroid des inneren Hauptgürtels. Er wurde am 7. Mai 1998 im Rahmen des OCA-DLR Asteroid Surveys (O.D.A.S.), eines Projektes des OCA (Observatoire de la Côte d’Azur) und des DLR (Deutsches Zentrum für Luft- und Raumfahrt), am 90-cm-Schmidt-Teleskop des französischen Observatoire de Calern (IAU-Code 910) entdeckt.
Der Asteroid wurde am 14. Mai 2021 nach dem britischen Rockmusiker und Sänger Jon Anderson (* 1944) benannt. Jon Anderson ist vor allem als Sänger der Band Yes bekannt. Nach Yes war schon 2003 ein Asteroid benannt worden: (7707) Yes, und nach dem Bassisten von Yes 2016 der Asteroid (90125) Chrissquire.